# Аби-Гамин
Аби-Гамин (англ. Abi Gamin, также Иби-Гамин) — вершина в Гималаях на границе Индии и Китая высотой 7355 метров над уровнем моря. Первое восхождение на вершину Аби-Гамин совершили участники англо-швейцарской экспедиции в Гималаи Рене Диттерт, Альфред Тиссье, Габриэль Шевалье и Дава Тхондуп 22 августа 1950 года.

## Физико-географическая характеристика
Вершина Аби-Гамин расположена на границе Индии (штат Уттаракханд, округ Чамоли) и Китая (Тибетский автономный район, округ Нгари) в Гималаях, в горном регионе Гархвал. Высота вершины Аби-Гамин составляет 7355 метров над уровнем моря.
Родительской вершиной по отношению к вершине Аби-Гамин является индийский семитысячник Камет высотой 7756 метров, расположенный приблизительно в 1 километре к юго-юго-западу. Нижняя точка между двумя вершинами расположена на высоте 7138 метров, таким образом, относительная высота вершины Аби-Гамин составляет всего 217 метров.

## История восхождений
Горный регион, в котором расположен Аби-Гамин, стал привлекать альпинистов ещё в середине XIX века. В первую очередь они стремились зайти на более высокую вершину этой части Гархвала Камет, но так как вершина Аби-Гамин расположена в непосредственной близости от Камета, то предпринимались попытки восхождения и на Аби-Гамин.
В 1848 году Ричард Стрейчи вместе с братьями Шлагинтвейтами при изучении этого региона измерили высоту Камета. Они же дали названия трём высочайшим вершинам группы: Иби-Гамин Западная, Центральная и Восточная, ныне известные как Мукут-Парбат, Камет и Аби-Гамин. Спустя 7 лет, в 1855 году, они предприняли попытку восхождения, во время которой им удалось подняться на перевал Мана-пасс и дойти до высоты примерно 6700 метров на Аби-Гамине.
В 1911 году Моррис Слингсби предпринял попытку восхождения с запада, но неудачно. В 1912 англичанин Чарльз Фрэнсис Мид во время своего третьего путешествия в Гархвал смог дойти до седловины (7138 метров) между вершинами Камет и Аби-Гамин (седловина ныне носит его имя — Мид-Коль), однако до вершины ему не удалось дойти из-за сложных погодных условий. Первое восхождение на вершину Камет было совершено только в 1931 году британской экспедицией во главе с Фрэнком Смитом (на вершину также поднялись Эрик Шиптон, Р. Л. Холдсуорт, Рэймонд Грин, Билл Бирни и двое шерп). При этом вершина Аби-Гамин так и осталась непокорённой.
Первое восхождение на вершину Аби-Гамин совершили участники небольшой англо-швейцарской экспедиции в Гималаи в 1950 году, спустя 19 лет после первого восхождения на Камет. Экспедиция была организована англичанином Кеннетом Берриллом и швейцарцем Рене Диттертом. Аби-Гамин на тот момент был высочайшей точкой горного региона Гархвал, на который пока не было совершено восхождений. Участники экспедиции пересекли Тибет и вышли к северо-восточному гребню вершины, после чего начали восхождение в гималайском стиле через перевал Мана-Пасс, с установкой промежуточных лагерей. 22 августа 1950 года при ясной и практически безветренной погоде четверо альпинистов (швейцарцы Рене Диттерт, Альфред Тиссье, Габриэль Шевалье и шерпа Дава Тхондуп) успешно достигли вершины. Кеннет Беррилл смог дойти только до высоты около 7000 метров, после чего ему пришлось развернуться из-за плохого самочувствия.
16 июня 1953 года Гархвали Пуран Сингх и Джайаль Пемба Шерпа совершили второе восхождение на Аби-Гамин, которое стало первым восхождением с индийской стороны. Альпинисты поднялись на вершину по восточному гребню с выходом на южный склон непосредственно перед вершиной.

## Комментарии
1. ↑  Некоторые источники отмечают, что Дава Тхондур не поднимался на вершину[7].